# Објак (Жиронда)
Објак (фр. Aubiac) насеље је и општина у југозападној Француској у региону Аквитанија, у департману Жиронда која припада префектури Лангон.
По подацима из 2011. године у општини је живело 250 становника, а густина насељености је износила 44,48 становника/km². Општина се простире на површини од 5,62 km². Налази се на средњој надморској висини од 118 метара (максималној 123 m, а минималној 46 m).

## Демографија
| 1962. | 1968. | 1975. | 1982. | 1990. | 1999. | 2011. |
| ----- | ----- | ----- | ----- | ----- | ----- | ----- |
| 101   | 109   | 125   | 166   | 206   | 259   | 250   |

График промене броја становника у току последњих година